# Kultura Chimú
Chimú so bili prebivalci kraljestva Chimorja, z glavnim mestom Chan Chan, velikem mestu v dolini Moche, danes mesto Trujillo. Kultura je nastala okoli leta 900 n. št.. Vladar Inkov, Tupac Inca Yupanqui je vodil vojno in osvojil Chimú okoli leta 1470. 
To je bilo le petdeset let pred prihodom Špancev v regijo. Zato so španski kronisti lahko posneli podobo Chimú kulture od posameznikov, ki so živeli pred inkovsko osvojitvijo. Podobno kažejo arheološki dokazi, da je Chimor zrasel iz ostankov Močejske kulture; zgodnje Chimú lončarstvo spominja na Moche. Njihova keramika je vsa črna, njihovi izdelki iz plemenitih kovin so zelo podrobni in zapleteni.
Chimú so prebivali na severni obali Peruja. To je ozek trak puščave, od 20 do 100 kilometrov širok, med Pacifikom in zahodnimi pobočji Andov, ki jo tu in tam prečkajo kratke reke, ki se začnejo v gorah Rainier in zagotavljajo vrsto zelenih in rodovitnih oaz. Dolina ravnice so zelo ravna in zelo primerna za namakanje, ki je verjetno staro kot tukajšnje kmetijstva. Ribolov je bil prav tako zelo pomemben in skoraj enako pomemben kot kmetijstvu.
Chimú so bili znani, da so častili Luno in verjeli, da je močnejša od Sonca, ki so ga častili Inki. Darovanje je igralo pomembno vlogo pri verskih obredih. Skupen objekt za darovanje, kot tudi eden, ki so jih uporabljali obrtniki, je bila lupina školjk Spondylus, ki živijo samo v toplih obalnih vodah današnjega Ekvadorja. Bile so povezane z morjem, padavinami in plodnostjo. Spondylus lupine so bile tudi zelo cenjene pri trgovanju. 
Chimú so najbolj znani po svoji značilni monokromatski lončenini in fini obdelavi kovin bakra, zlata, srebra, brona in tumbaga (mešanica bakra in zlata). Keramika je pogosto v obliki bitij ali s človeško figuro sede ali stoje na kvadrasti steklenici. Sijoče črne barve večine Chimú lončenine so dosegli z žganjem pri visokih temperaturah v zaprti peči, kar je onemogočilo kisiku da reagira z glino.

## Zgodnja Chimú (Moche civilizacija)
Najstarejša civilizacija prisotna na severni obali Peruja je Zgodnja Chimú. Zgodnja Chimú je znana tudi kot Močejska kultura ali Močika civilizacija. Začetek tega zgodnjega Chimú obdobja ni znan (verjetno je bilo pred našim štetjem), vendar se konča okoli 500 n. št., osredotočen v dolinah Chicama, Moche in Viru. Številne velike piramide pripisujejo obdobjem Zgodnjega Chimú.  Te piramide so zgrajene iz na soncu sušenih opek pravokotnih oblik, izdelanih s kalupi.
Pokopališča Zgodnje Chimú so našli tudi brez piramid. Pokopi so bili običajno v raztegnjenih položajih, v pripravljenih grobnicah. Pravokotne oblike, opečne in pokrite, so grobnice imele  v zidovih niše, v katere so bile položene sklede.
Za zgodnje lončarstvo je značilno tudi modeliranje in poslikani prizori.

## Širitev in vladavina

### Širitev
Zrelo kultura Chimú se je razvila na približno istem ozemlju, kjer je stoletja pred tem obstajala Mochica. Chimú je tudi obalna kultura. Razvita je bila v dolini Moche severno od današnje Lime, severovzhodno od Huarmeya in se končala v osrednjem današnjem Trujillu. Kasneje se je razširila do  Arequipe.
Chimú so se pojavili v letu 900: Kraljevina Chimor je imela svoje glavno mesto Chan Chan, med Trujilom in morjem in samo domnevajo, da je ustanovil svoje kraljestvo Taycanamo.  Njegov sin, Guacri-caur, je osvojili spodnji del doline. Nasledil ga je sin po imenu Nancen-Pinco, ki je res postavil temelje Kraljevine z osvajanjem glavne doline Chimor in sosednje dolin Sana, Pacasmayo, Chicama, Viru, Chao in Santa.
Ocenjen datum ustanovitve zadnjega Chimú kraljestva je prva polovica 14. stoletja. Za Nacen-Pinca verjamejo, da je vladal okoli leta 1370, sledilo mu je sedem vladarjev, katerih imena še niso znana. Te vladarje je nasledil Minchancaman in je vladal približno v času inkovske osvojitve (med 1462 in 1470). Velika širitev se je zgodila v času poznega obdobja Chimú civilizacije , vendar kaže razvoj ozemlja Chimú razpon več faz in več kot ene generacije. Nacen-Pinco bi lahko potisnil meje imperija na Jequetepeque in Santa, vendar je bila osvojitev celotne regije proces, ki se je začel že s prejšnjimi vladarji. 
Chimú so se razširili na veliko območje in zajeli veliko različnih etničnih skupin. Na vrhuncu je Chimú napredoval na mejah puščavske obale in doline Jequetepeque doline na severu. Pampa Grande v Lambayeque dolini je bila tudi pod vladavino Chimu.
Na jugu so se razširili do Carabayallo. Njihovo širitev je južno ustavila vojaška moč velike doline Lima. Zgodovinarji in arheologi si niso enotni, kako daleč na jug se jim je uspelo razširiti.

### Vladanje
Chimú družba je bila hierarhični sistem štirih ravni , z močno elitno oblastjo v upravnih središčih. Hierarhija je bila osredotočena na obzidana mesta, ki so se imenovala ciudadelas, kot Chan Chan. Politična moč Chan Chana je dokazana z organizacijo dela pri gradnji kanalov in namakalnih polj.
Chan Chan je bil na vrhu hierarhije Chimu, s Farfán v dolini Jequetepeque kot podrejenim. To organizacijo, ki se je hitro uveljavila po osvojitvi doline Jequetepeque, naj bi Chimú vzpostavili v zgodnjih fazah njihove širitve. Obstoječe elite na obrobnih lokacijah, kot so dolina Jequetepeque in drugi centri moči, so bile vključene v Chimú vlade na nižjih ravneh. Ti nižji centri so upravljali zemljo, vodo in delovno silo, medtem ko je centri višje oblasti bodisi pobirali sredstva za Chan Chan ali izvajali druge upravne odločitve. Podeželski kraji so bili uporabljeni kot sedež inženiringa, medtem ko so se gradili kanali. Kasneje so delovali kot vzdrževalci. Številne razbite sklede so našli na Quebrada del oso, kar podpira to teorijo, saj so bile sklede verjetno uporabljene za hrano velikega števila delovne sile, ki je gradila in vzdrževala del kanala. Delavci so bili verjetno strošek države. 
Država je imela takšne družbene razrede dokler kultura Sican ni osvojila kraljestva Lambayeque. Legende o vojni pravijo, da je voditelj Naylamp v Sican jeziku isto kot Tacayanamo v Chimú. Ljudstvo je plačevalo vladarjem davke z izdelki ali delom. Leta 1470 so Inki iz  Cuzca premagali Chimú. Preselili so Minchancaman v Cuzco in preusmerili zlato in srebro tamkajšnji tempelj Sonca.

## Gospodarstvo
Chan Chan bi lahko rekli, je razvil birokracijo in kontroliral dostop do informacij.  Gospodarski in socialni sistem je deloval s pomočjo uvoza surovin, ki so bile predelane v prestižne proizvode, ki so jih izdelovali obrtniki v Chan Chanu. Elita v Chan Chanu je odločala o večini zadev v zvezi z organizacijo, monopolizirala proizvodnjo, skladiščenje živila in izdelkov ter distribucijo ali porabo blaga.
Večina državljanov v vsaki ciudadela so bili obrtniki. V poznem Chimú je okoli 12.000 obrtnikov živelo in delalo v samo Chan Chanu.  Ukvarjali so se z ribolovom, kmetijstvom, obrtjo in trgovino. Obrtniki niso mogli spreminjati svojega poklica in so bili razvrščeni v ciudadela glede na njihovo področje specializacije. Arheologi so ugotovili dramatičen porast Chimú proizvodnje obrti in menijo, da so obrtniki morda prišli v Chan Chan iz drugih območij kot posledica Chimú osvajanj. Ker obstajajo dokazi, tako o obdelavi kovin kot tkanju v isti domači enoti, je verjetno, da so bili obrtniki tako moški kot ženske. Ukvarjali so se z ribolovom, kmetijstvom, metalurgijo, lončarstvom in izdelavo tekstila (iz bombaža in volne lame, alpake in vikunje). Ljudje so za ribolov uporabljali ribolovne kanuje, lovili in trgovali s pomočjo bronastih kovancev.

## Delitev dedovanja
Glavno mesto Chimu, Chan Chan, je imel vrsto elitnih stanovanjskih kompleksov ali cuidadelas, ki niso bile zasedene sočasno, temveč zaporedno. Razlog za to je bila, da Chimu vladarji prakticirali delitev dedovanja, ki narekovala, da je prestolonaslednik gradil svojo palačo in je bilo po smrti vladarja vse njegovo bogastvo razdeljeno bolj daljnim sorodnikom.

## Tekstilije
Predenje ali tkanje je bila praksa kombiniranja z majhnim nizom niti doseči dolgo in neprekinjeno nit z uporabo pripomočka imenovanega vreteno. Zone je bil pripomoček iz majhne palice, ki je bila običajno tanjša na obeh koncih in se je uporabljena skupaj s tortera ali piruro. Vreteno je imelo v dno vstavljeno protiutež. Predenje se je začelo z rueca (kjer se je vlakno zavrtelo). Vlakna, ki so tekla navzdol v določeni coni, so se hitro obrnila med palcem in kazalcema in zvila, da bi sinhronizirala vlakna, s čimer so ustvarjali dolgo nit. Ko je bila želena dolžine niti dosežena, so niti razrezali in tkanino izdelali v različnih kombinacijah.
Chimú so krasili svoje tkanine z brotom, vezenjem, dvojnim tkanjem in poslikavami. Včasih so tekstil okrasili s perjem in zlatimi ali srebrnimi ploščicami. Barvila so izdelovali iz rastlin, ki vsebujejo tanin, krti ali orehi in minerali, kot so glina, ferruginosa ali z jedkanjem aluminija; kot tudi iz živali, kot je košeniljka. Oblačila so bila izdelana iz volne štirih živali: gvanako, lama, alpaka in vikunja. Ljudje so uporabljali tudi vrsto bombaža, ki raste v naravi v sedmih različnih barvah. Oblačila so sestavljali Chimú sramni predpasnik, majice z ali brez rokavov, male ponče in tunike.
Večina Chimú tekstila je bila narejena iz volne alpaka. Sodeč po enotne smeri tkanja, stopnji zvijanja in barve niti, so bila verjetno vlakna za tkanine pripravljena in uvožena iz ene lokacije.

## Keramika
Chimú keramika je bila izdelana za dve funkciji: posoda za vsakodnevno domačo uporabo in tisto, ki so jo uporabljali za obredno darovanje na grobovih. Domače lončarstvo je bilo razvito brez boljših zaključnih del, medtem ko pogrebna keramika kaže bolj estetsko prefinjenost.
Glavne značilnosti Chimú keramike so majhne skulpture in proizvodnja kalupov in oblikovana lončenina za obredno ali vsakodnevno uporabo. Keramiko so običajno obarvali črno, čeprav obstaja tudi drugačna. Lažja keramika je bila izdelana tudi v manjših količinah. Značilno svetlost so dobili z drgnjenjem s kamnom, ki so ga prej spolirali. Mnoge živali, sadje, znaki, in mistični subjekti so slikovno zastopani na Chimú keramiki.

## Metalurgija
Obdelavo kovin so v poznem Chimú obdobju hitro prevzeli. Nekateri Chimú obrtniki so delali v kovinskih delavnicah razdeljeni v oddelke za specializirano obdelavo kovin. Pozlata, zlato, žigosanje, izgubljeni vosek, biseri, vodni žig in vtisi v lesene kalupe. V teh tehnikah so proizvedli najrazličnejše predmete, kot so skodelice, noži, posode, figurice, zapestnice, zaponke, krone, itd. Uporabljali so arzen za trdenje kovine po vlivanju. Taljenje je potekalo v gruči delavnic na Cerro de los Cemetarios. Proces se je začel s kopanjem rude iz rudnikov ali reke, segrevanjem na zelo visokih temperaturah in nato hlajenjem. Rezultat je bila kepa na primer bakra, v masi žlindre. Kepe so nato ekstrahirali z drobljenjem žlindre in potem stalili da so naredili ingot, iz katerega so izdelali različne predmete.
Čeprav so baker našli tudi na obali, je bil večinoma izkopan v visokogorju v območju približno 3 dni daleč. Ker je bila večina bakra od drugod je verjetno, da je bila večina narejenih kovinskih predmetov zelo majhna. Kosi, kot so žice, igle, palice za kopanje, pincete in osebni okraski, so dosledno majhni, utilitarni predmeti iz bakra ali brona. Tumi je znano Chimú delo (Tumi je žrtvena obredna sekira razločno označena s polkrožnim rezilom, izdelana  bodisi iz brona, bakra, zlate zlitine, lesa ali srebrne zlitine, navadno izdelan iz enega kosa in se je v nekaterih inkovskih in pre-inkovskih kulturah uporablja v obalni regiji v Peruju). Naredili so tudi lepe ritualne kostume iz zlatih zlitin s pokrivalom (tudi iz zlata), uhane, ogrlice, zapestnice in prsne plošče

## Kmetijstvo
Chimú so se razvili predvsem z intenzivnimi tehnikami kmetovanja in namakalnimi sistemi, ki so jih uredili v dolinah ter s tem ustvarili velike komplekse, kot na primer kombinacija dveh dolin v La Libertad. Lambayeque je povezal doline La Leche, Lambayeque, Reque in Sana Jequetepeque. Razvili so odlične kmetijske tehnike in razširili moč svojih obdelovalnih površin. Huachaques so bile posebne kmetije, kjer je bila zemlja pod nivojem vlažna, tla pa peščena; primer je Tschudi. Chimú so uporabljali vodnjake, podobne tistim v kulturi Nazca, vodo so prav tako črpali v rezervoarje iz rek. Ta sistem poveča produktivnost zemlje, kar je povečalo Chimú bogastvo in je verjetno pripomoglo k oblikovanju birokratskega sistema. Chimú so gojili fižol, sladki krompir, papaje in bombaž z njihovim namakalnim sistemom. Ta način obsežnega namakanja je trajal do poznega vmesnega obdobja. V tem času se je zgodil premik k bolj specializiranemu sistemu, usmerjenemu na uvoz in prerazporejanju sredstev iz satelitskih skupnosti.  Zdi se, da so obstajala kompleksna omrežja območij, ki so posredovala blago in storitve za preživljanje Chimú. Veliko mest je bilo oprtih na morske vire. Z vzgajanjem lam je nastal dodatni način doseganja mesa. V poznem vmesnem obdobju in poznem Horizontu, so celinska območja uporablja lame kot glavni vir, čeprav so vzdrževala stik z obalnimi območji glede morskih virov.

## Religija

### Bogovi
V Pacasmayo je bila Luna (Si) najvišje božanstvo. Verjeli so da je močnejša od Sonca, saj se je kazala ponoči in podnevi in tudi nadzorovala vreme in rast pridelkov. Žrtvovanja so bila posvečena Luni in privrženci so žrtvovali svoje otroke na kupe barvnega bombaža z darovi sadja in čiče (V Južni in Srednji Ameriki je čiča fermentirani ali ne-fermentirana pijača, navadno pridobljen iz koruze). Verjeli so, da žrtvovani otroci postanejo božji in so bili po navadi žrtvovani okrog petega leta starosti. Tudi živali in ptice so žrtvovali Luni.
Sonce je bilo povezano s kamni imenovanimi alaec-pong (cacique kamen). Za te kamne so verjeli, da so predniki ljudi na območju, kjer so stali in sinovi Sonca.
Tudi več ozvezdij so imeli za pomembna. Za dve izmed zvezd Orionovega pasu so menili, da sta odposlanca Lune. Konstelacija Fur (Plejade) je bila uporabljena za izračun leta in so verjeli, da nadzorujejo pridelke.
Morje (Ni) je bilo zelo pomembno božanstvo, žrtvovali so mu belo koruzno moko, rdečo okro in druge stvari, ki so bile narejene z njim, skupaj z molitvami za ribe in varstvo pred utopitvami. 
V vsakem okrožju so bila tudi lokalna svetišča, ki so se razlikovala po pomenu. Taka svetišča najdemo tudi v drugih delih Peruja. Svetišča (imenovana huacas) so imela svet predmet čaščenja (macyaec) povezan z legendo in kultom.
Častili so tudi Marsa (Nor), sol (Jiang) in Zemljo (Ghisa).

### Žrtvovanje
Leta 1997 so člani arheološke ekipe odkrili približno 200 posmrtnih ostankov na plaži Punta Lobos, Peru. Imeli so roke zvezane za hrbti, zvezane so bile tudi njihove noge, imeli so prevezane oči, njihovi vratovi so bili prerezani. Arheologi menijo, da so to lahko bili ribiči ubiti v znak hvaležnosti do morskega boga Ni-ja po tem, ko so osvojili plodno obmorsko dolino ribičev leta 1350. 
Grobnice v Huaca Lune so pripadale šestim ali sedmim najstnikom, starim 13-14 let. Devet grobnic so poročali, je pripadalo otrokom. Če je to pokazatelj človeškega žrtvovanja, so Chimú ponudili otroke svojim bogovom.

## Arhitektura
Različna arhitektura palač in monumentalnih lokacij odlikuje vladarje od navadnih ljudi. V Chan Chanu je 10 velikih ograjenih prostorov imenovanih ciudadelas ali kraljeva oporišča, za katera mislijo, da so povezana s kralji Chimora. Bili so obdani z opečnimi stenami, visokimi 9 m in dajejo videz trdnjave. 
Večji del Chimú prebivalstva (okoli 26.000 ljudi) je živelo v barrios na zunanjem robu mesta. Sestavljena so bila iz več enodružinskih domačih prostorov s kuhinjo, delovnim prostorom, domačimi živalmi in skladiščnim prostorom.
Ciudadelas imajo pogosto v U-oblikovane sobe, ki so sestavljene iz treh sten, dvignjenih tal in pogosto dvoriščem,  in jih je bilo pogosto kar 15 v eni palači. Iz zgodnjega Chimú obdobja so našli U območja na strateških mestih za nadzor pretoka dobav iz shramb, vendar je malo verjetno, da so služila kot območja shranjevanja. so opisani kot mnemonicne naprav za sledenja razdelitvi dobav. V celotnem obdobju so se U strukture povečale in njihova distribucija spremenila. Postale so bolj združene, namesto razpršene in dlje od poti dostopa do virov. Arhitektura podeželskih območij podpira tudi idejo o hierarhičnem družbenem redu. Imajo podobne strukturne komponente, zaradi česar so mini ciudadelas s podeželju prilagojenimi upravnimi funkcijami. Večina teh območij ima nižje zidove, z veliko audiencias kot osrednjim prostorom strukture.
Chan Chan kaže na pomanjkanje poenotenega načrta ali vidnega vzorca. Urbano jedro vsebuje šest glavnih razredov arhitekture :
1. navadna stanovanja in delavnice razširjene po vsem mestu
2. arhitektura povezana z ne-kraljevo elito
3. deset ciudadelas, za katere mislijo, da so palače kraljev Chimú
4. štiri waqas (huacas) - spomenik [16]
5. strukture U oblike imenovane audiencias [17]
6. SIAR ali majhne nepravilna priložene sobe, ki so verjetno služile kot rezidence za večino prebivalstva.

## Tehnologija
Ena od prvih znanih primerov sporazumevanje na daljavo, je naprava Chimú, sestavljena iz dveh s  smolo obloženih buč, povezanih s 75 metrov vrvice. Samo en primer je bil najden in nič ni znanega o njegovi uporabi. 